# Rebhuhnholz

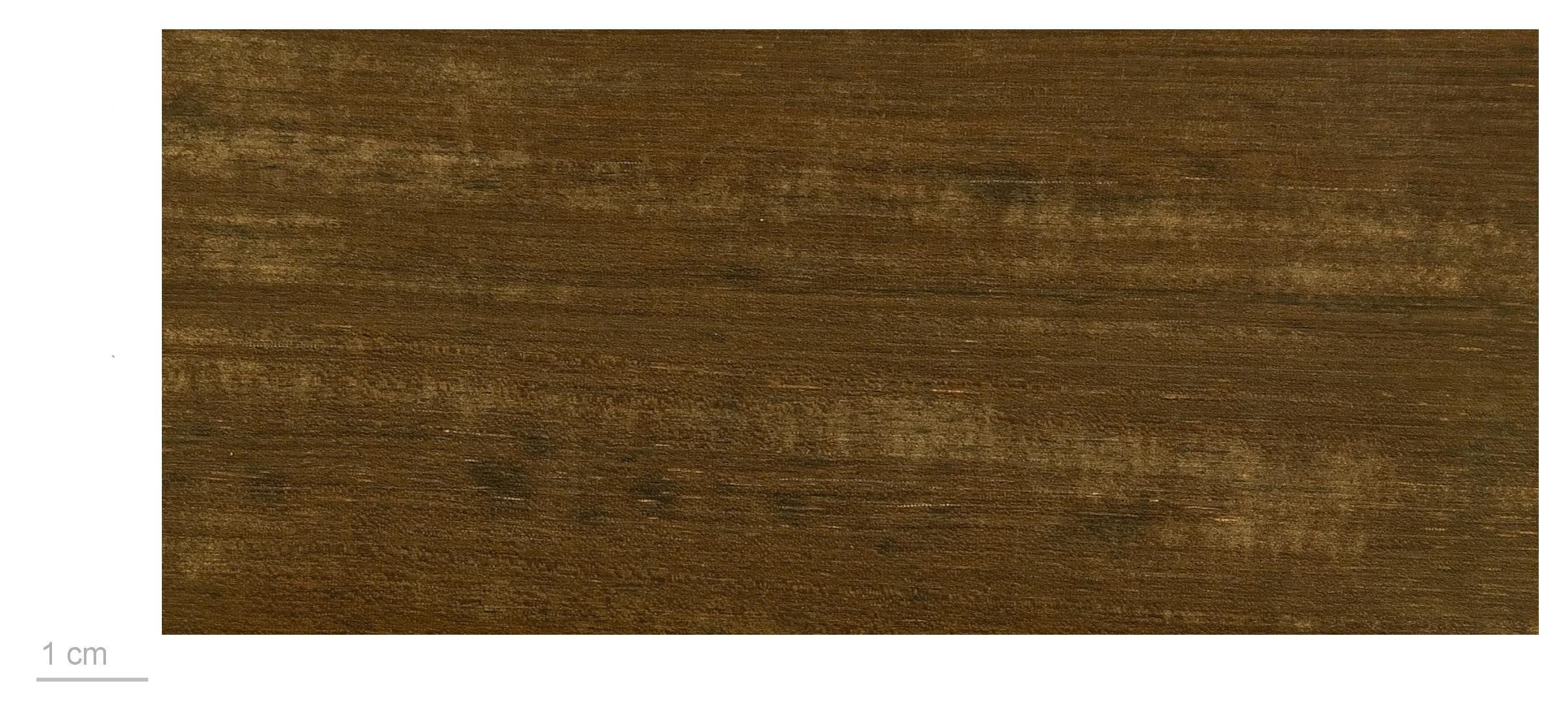
Bocoholz (Bocoa prouacensis)

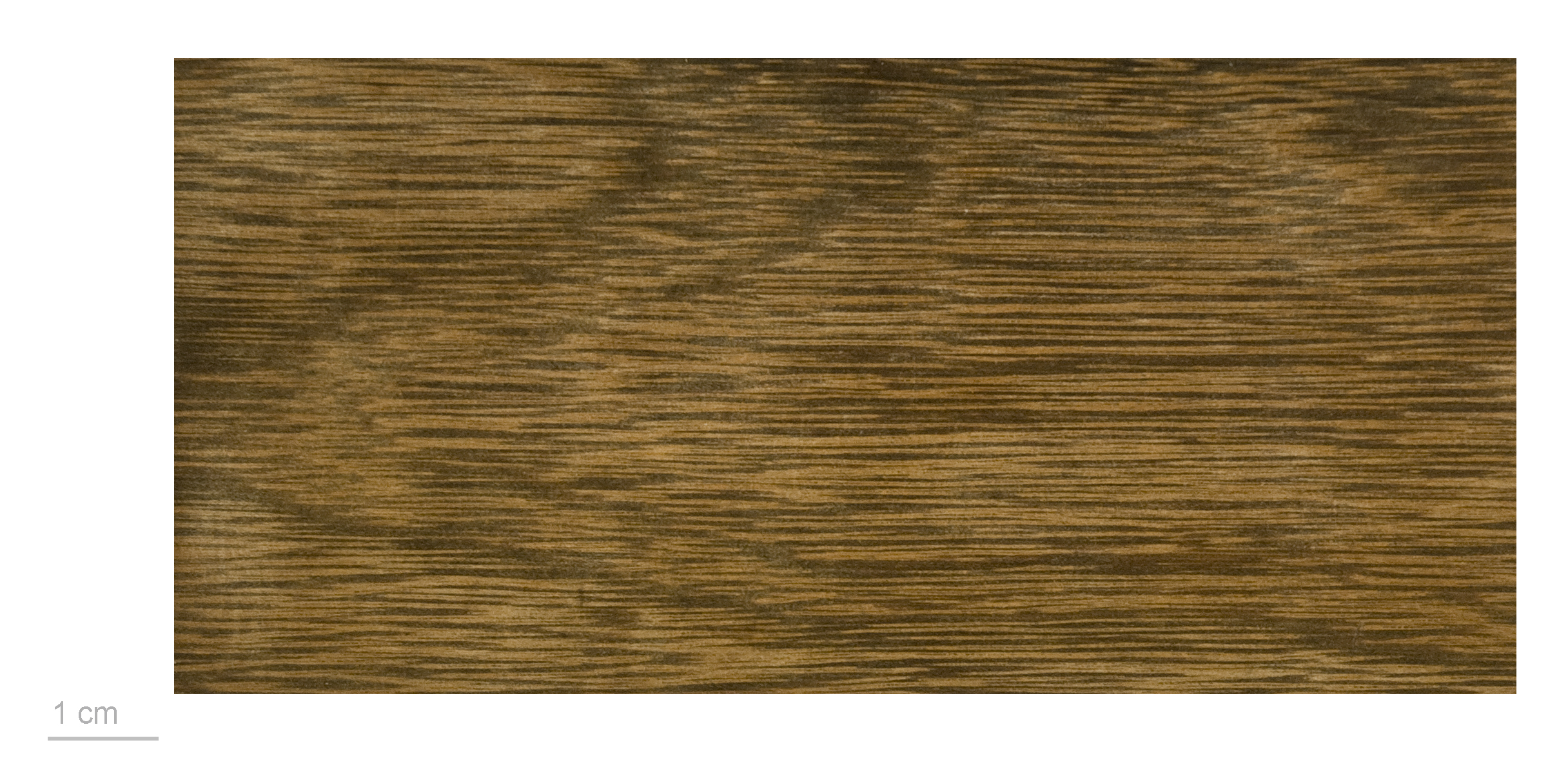
Holz von Vouacapoua americana

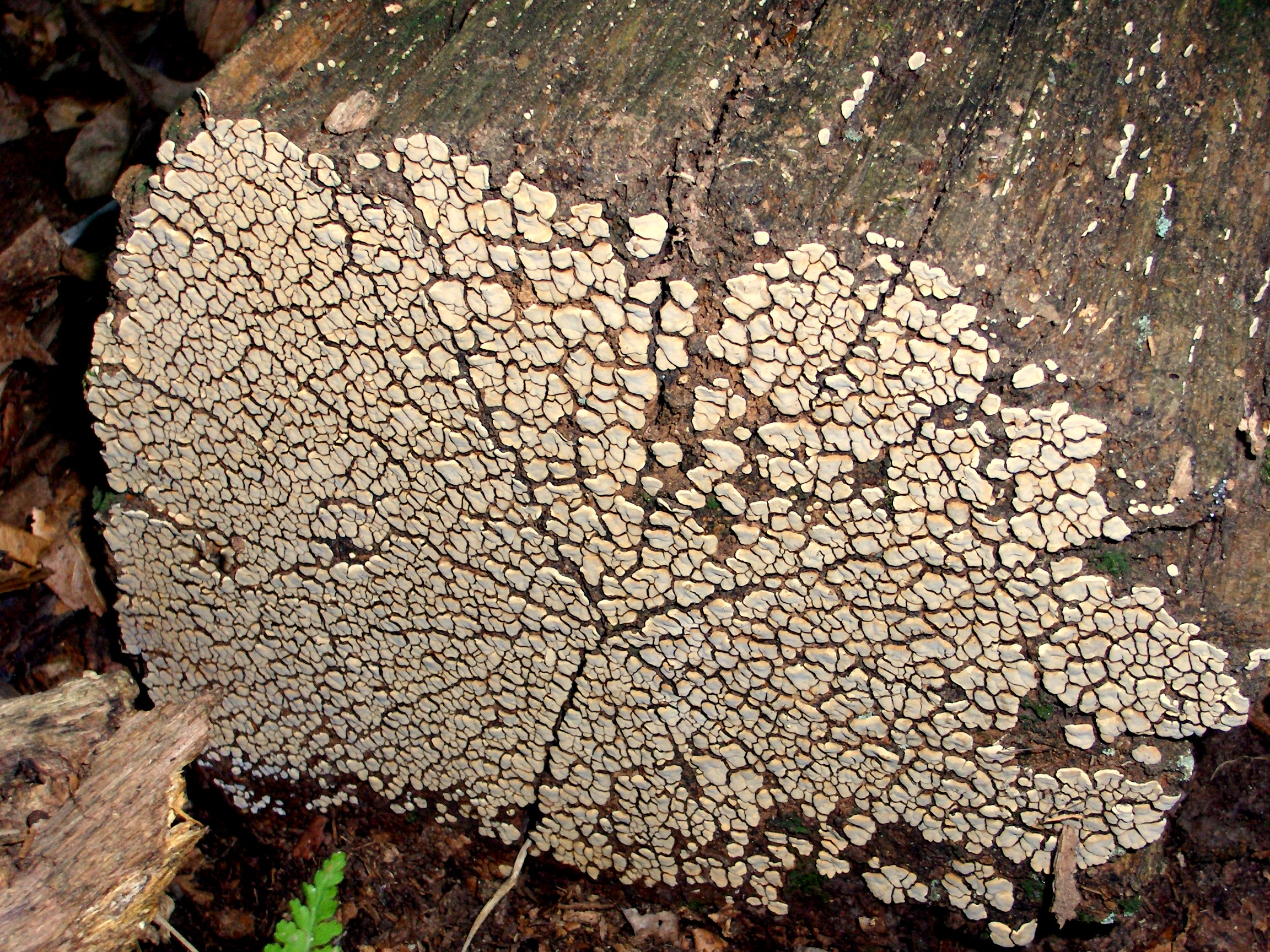
Xylobolus frustulatus befallenes „Rebhuhnholz“

Rebhuhnholz oder Boco(a)holz auch Bokoholz, ist die Bezeichnung für das Holz verschiedener Baumarten wie von Bocoa prouacensis aus Suriname und Französisch-Guayana oder Heisteria coccinea aus Venezuela, sowie von Andira-Arten; wie Andira inermis, Andira fraxinifolia, Andira coriacea, Andira surinamensis oder Vataireopsis araroba (Syn.: Andira araroba) aus dem nördlichen Süd- und Mittelamerika. Auch Braunherzholz von Vouacapoua americana aus der gleichen Herkunftsregion hat eine ähnliche Maserung. Auch das Holz von Senna siamea (Synonym: Cassia siamea) aus Südostasien besitzt ähnliche optische Eigenschaften. 
Es wird im Englischen auch als Partridge wood oder Pheasant wood bezeichnet.
Das Holz zeichnet sich durch eine schöne, oft federartig gestreifte und geflammte, an das Federkleid eines Rebhuhns erinnernde Maserung aus.
Als „Rebhuhnholz“ wird auch Eichenholz bezeichnet, das von dem Mosaikschichtpilz Xylobolus frustulatus (Synonym: Stereum frustulosum und Thelephora perdix) befallen ist und eine Weißfäule bildet.